# 제2연평해전
제2연평해전(第二延坪海戰)은 2002년 6월 29일 연평도 근해 북방한계선 부근 해상에서 일어난 남북한 간의 군사적 충돌이다. 대한민국 해군 고속정에 대한 조선인민군 해군 경비정의 기습 공격으로 시작되어 30분가량 진행된 이 전투에서 양측 모두 피해를 입었다. 북한군의 선제 공격을 당한 대한민국 해군의 참수리 357호는 교전 후 예인 도중 침몰하였고, 정장을 포함한 승무원 6명이 전사하고 18명이 부상당하는 인명피해를 겪었다. 조선인민군 해군소속 등산곶 684호도 대한민국 해군의 반격으로 전투 후 상당한 피해를 입고 예인됐다. 제2연평해전으로 조선인민군 해군 13명이 전사하고, 25명이 부상당했다.
2002년 한일 월드컵 열기로 들떠있던 와중에 일어난 역사적 사료에 기록된 사건으로 대한민국 내에서는 서해 북방한계선 침범 시 차단 기동에 대한 논란이 일었으며, 이후 차단 기동은 교전수칙에서 삭제되었다.

## 개요
1999년 6월 15일 참수리 고속정이 부딪혀 막는 일명 "밀어내기 작전"으로 대응하던 중 남북간 전투가 발생하여 제1연평해전이 일어났다. 같은 해 9월 2일, 북한은 서해 북방한계선(NLL)은 무효임을 주장하고, 인민군측 해상 군사통제수역을 일방적으로 선포하였다. 이에 대해 대한민국 정부는 북한측 주장을 받아들일 수 없다고 반박하였다.
제1연평해전으로부터 3년 후인 2002년 6월 29일은 한일월드컵이 막바지에 이른 시기였다. 이날 연평도 근해 북방한계선 이남지역에서 북한의 무력 기습도발로 남북 간 충돌이 일어났다.
교전수칙에 따라 차단기동으로 대응하던 대한민국 해군 참수리급 고속정 357호를 향한 북괴군 등산곶 684호의 지근거리 기습 함포공격으로 시작되어 함포와 기관포를 주고 받는 치열한 격전이 된 전투 후 대한민국의 피해는 6명이 전사, 19명이 부상하고, 전투 종료 후 복귀 도중 참수리급 고속정 357호가 침몰하였다. 한편 북한 반동 괴뢰군의 피해는 약 30여명의 사상자를 내고 SO-1급 초계정 등산곶 684호가 반파된 채로 예인되어 퇴각하였다.
집중포격을 당한 참수리 고속정 357호 정장 윤영하 소령(당시 대위, 1계급 추서)이 그 자리에서 중상을 입은 뒤 얼마 지나지 않아 전사하고, 부정장 이희완 소령(당시 중위)이 쓰러진 정장을 대신하여 지휘권을 행사했는데 이희완 소령은 총상으로 한쪽 종아리의 근육을 잃은 상황 속에서도 아랑곳하지 않고 지휘하였다.
사건이 발생하자 군 당국은 전군에 경계 강화령을 내리고 서산 상공에서 초계비행하던 KF-16 전투기 1개 편대를 NLL 인근 해상으로 긴급 파견해 확전에 대비했다. 청와대 또한 긴급 국가안전보장회의(NSC)를 소집하는 등 비상태세에 들어갔으며, 김대중 대통령은 NSC에서 "북한 경비정이 선제 기습사격을 가하는 등 무력도발 행위를 자행한 것은 명백한 정전협정 위반이며 한반도에 긴장을 조성하는 행위로 묵과할 수 없다"며 "이러한 일이 다시는 일어나지 않도록 군 당국이 더욱 철저한 대비태세를 갖춰 달라"고 지시했다. 그리고 6월 29일 저녁 국무위원들과 함께 청와대 본관에서 한국과 터키의 월드컵 3ㆍ4위전 경기를 시청하려던 계획을 취소했으며, 월드컵 폐막식 참석을 위해 30일 일본을 방문하는 일정도 다시 검토됐으나 일정 취소가 국민 불안감을 높이고 외국 투자자들의 우려를 촉발시킬 수 있다고 판단해 그대로 진행시키기로 했다. 그리하여 김대중 대통령은 공동 개최국 대표로서 2002년 FIFA 월드컵 결승전 참석과 일본 총리와 갖는 정상회담을 위해 6월 30일 오전 일본으로 출국하였다.
2007년 6월 28일 참수리 고속정을 대체한 차기고속함 1번함이 윤영하함으로 명명되어 진수되었으며, 2009년 6월 2일 실전배치되었다. 2009년 9월 23일 STX조선해양에서 2번함이 한상국함으로, 3번함이 조천형함으로 각각 진수되었다.
2009년 12월 11일 한상국함과 조천형함에 이어 STX조선해양에서 4번함인 황도현함, 5번함인 서후원함이 각각 진수되었다.
2010년 7월 28일 한진중공업에서 6번함인 박동혁함이 진수되었다.

## 전투 경위

### 전력 비교
남북한 함정의 제원은 다음과 같다.
남한
- 참수리 고속정 357

제원: 배수량 170톤, 전장 37m, 선폭 6.7m, 흘수 1.7m, 승조원 총원 32명(장교3명, 부사관 및 승무원 29명), 속력 최대37노트 항속7노트, 항속거리 600해리
무장: 40mm 포 1문(함수), 20mm 발칸 2문(함미), M60 기관총 2정
북한
- SO-1급 PCF(등산곶 경비정 684)

제원: 배수량 207톤, 전장 42m, 선폭 6.1m, 흘수 1.9m, 승조원 30~40명(자세히는 알려진 바 없음), 속력 최대28노트 항속13노트, 항속거리 1,100해리
무장: 45mm SM-21-ZIF 기관포 1문(북한에서는 85mm ZiS-S-53 전차포로 교체), 25mm 2M-3M 2연장 기관포(북한에서는 37mm M1939(61-K) 기관포로 교체), RBU-1200 400mm 어뢰 발사관

### 교전 상황
교전 당일인 2002년 6월 29일의 상황을 시간대별로 나열하면 다음과 같다.
- 06:30 어로보호 지원을 위해 남한의 고속정 3편대 6척 출항.
- 09:54 북한군 경비정 등산곶 388호(155톤) NLL을 넘어 남하 시작. 대한민국 해군 253 고속정 편대 대응기동 실시.
- 10:01 북한군 고속정 등산곶 684호(215톤) 추가 남하. 대한민국 해군 232 고속정 편대가 대응기동.
- 10:25 북한군 등산곶 684호가 탑재된 85mm 함포로 450m 거리에서 차단기동을 실시하던 참수리 357호에 기습 발사, 남한 232 편대 대응 사격. 이 과정에서 참수리 357호의 조타실이 파괴되고 윤영하 정장이 전사.
- 10:26 후방에 있던 253·256 고속정 편대 전파사격 개시.
- 10:30 256 편대 공격 개시.
- 10:33 253 편대 공격 시작.
- 10:43 제천함(포항급 초계함) 화력 지원 개시.
- 10:47 진해함(포항급 초계함) 화력 지원 시작.
- 10:48 제천함, 북한 스틱스 미사일 전자파 탐지, 대응.
- 10:51 화염이 발생한 북한 경비정 다른 경비정에 예인되어 NLL 북쪽으로 퇴각.
- 10:56 전 전력 사격 중지.
- 11:25 제천함·진해함, 북한의 실크웜 미사일 전자파 탐지, 대응.
- 11:45 357호 사상자 확인·구조. 357호는 심한 선체 손상으로 예인 포기.
- 11:59 참수리 357호 침몰.

### 교전 결과
대한민국 해군 소속 참수리 357호는 교전 이후 심한 선체 손상으로 예인을 포기, 침몰했으며 침몰 당시에는 탑승한 승무원 30명 중 4명이 전사, 1명이 실종되고 20명이 부상하였으나 이후 치료를 받던 박동혁 병장(당시 상병)이 국군수도병원에서 전사했으며 실종되었던 한상국 중사(당시 하사)가 침몰 41일째 날 조타실에서 발견되었고, 53일만인 8월 21일, 침몰된 배가 인양되고 수습되어 결과적으로 총 6명 전사 19명 부상하였다. 대한민국 군당국은 북한 경비정이 30명 정도의 사상자를 낸 것으로 추정하였다.
인양된 참수리 357호는 85mm 대구경 5발, 37mm 중구경 19발, 14.5mm 소구경 234발 등 모두 258발을 맞았으며, 40mm 중구경과 20mm 소구경 680발을 발사한 것으로 확인되었다.

## 수색 및 인양
태풍으로 연기된 수색, 인양 작업은 다시 한 차례 연기된 후 8월 5일 시작되었으나, 기상 악화로 본격적인 작업이 미루어졌다. 8월 9일 조타실에서 실종되었던 한상국 중사의 유해를 수습하였고, 기상 악화와 작업의 난항으로 고속정은 침몰 후 53일만인 8월 21일에야 인양되었다. 고속정은 연평도 서쪽 25.2km 수심 28m의 해저에 가라앉아 있었다. 건져올려진 선체에는 조타실 앞부분의 2곳을 포함, 4군데에 축구공 크기의 구멍이 뚫려 있었고, 수백 군데에 포탄과 파편 자국이 있었다. 함교 뒤 돛에는 여전히 태극기가 걸려 있어 언론의 주목을 받았다.

### 대한민국 전사자 명단
한상국 상사는 실종 후 함체 수색 중 사체로 발견되었으며, 박동혁 병장은 부상으로 후송된 후 치료 중 사망하였다. 나머지 4명은 전투 중 전사하였다.
- 윤영하,  소령(정장, 충무무공훈장 추서)
- 한상국,  상사(조타장, 화랑무공훈장 추서)[21]
- 조천형,  중사(병기사, 화랑무공훈장 추서)
- 황도현,  중사(병기사, 화랑무공훈장 추서)
- 서후원,  중사(내연사, 화랑무공훈장 추서)
- 박동혁,  병장(의무장, 충무무공훈장 추서)

## 원인 분석
남한측의 피해가 컸던 이유는 다음과 같다.

### 화력
참수리 고속정에는 20mm 벌컨포, 30mm 기관포, 40mm 기관포와 M60 7.62mm 기관총을 장착하고 있었다. 그러나 북한군 함정은 85mm 전차포와 14.5mm 기관총을 장착하여 화력에서 월등했다. 85mm 전차포는 사거리와 명중률이 떨어지지만 한 발만 맞아도 치명타를 입힐 수 있는데 비해서 참수리 고속정에 탑재된 무장들은 적함을 격침시키기 너무 어려웠고, 제2연평해전에서 등산곶684호는 6척의 참수리 고속정에게 집중사격을 받았음에도 불구하고 침몰되지 않았다.

### 방어력
참수리 357호는 조타실에 85mm 포탄을 직격으로 맞고 지휘부가 타격을 입었다. 부정장의 지휘로 전투는 진행되었으나, 너무 약한 방어력으로 인해서 조타실 등 핵심 시설이 위험에 노출되어 있었다.

### 대응기동
적함이 NLL을 침범하면, 경고방송→시위기동→차단기동→경고사격→격파사격의 순서로 대응해야 했다. 특히 적함을 밀어내는 차단기동은 기습 받기 쉬웠고, 참수리 357호정도 차단기동 중 공격당했다.

### 초계함의 대응
제2연평해전이 발발한 후 무려 18분이 지나서야 초계함들이 76mm 속사포를 발사하며 전투에 나섰다. 그러는 동안 참수리 357호정은 큰 피해를 입고 있었다. 전투 발생 초기, 초계함들은 상황 파악을 제대로 하지 못했고, 뿐만 아니라 참수리 고속정들이 사거리 안에 없었다. 결국 화력 지원은 제대로 이뤄지지 않은 채, 북한 고속정을 침몰시키지 못했다.

## 논란

### 정부 대응 비판
- 제1연평해전 이후 당시의 김대중 대통령이 북방한계선을 지키고 선제공격을 하지말것 상대가 먼저 발사하면 교전규칙에 따라 격퇴할것 전쟁으로 확대시키지 말것으로 이루어진 4대 교전수칙을 지시하여 해군이 ‘밀어내기’로 불리는 차단기동 개념을 도입했으며,[22][23] 이후 제2연평해전에서 국군 피해가 컸던 것은 김대중 대통령의 교전지침, 차단기동 도입 때문이라는 주장이 있다.[24] 하지만 그 이전에도 [경고방송->차단기동->경고사격->위협사격->격파사격] 5단계로 합참의 해상 작전지침이 존재했으며 제1연평해전 에서도 똑같은 교전지침과 차단기동을 사용했지만 대승을 거둔 바 있다.[25] 당시 이준 국방장관은 "김대통령이 1999년 연평해전 기간에 4대 지침을 내렸지만, 이는 1997년 작성된 합참 작전예규에 이미 포함돼 있었으며 교전규칙의 기본정신에 따라 작성된 것이지, 햇볕정책 때문에 추가되거나 수정된 것은 아니다"고 답변했다.[26][27]

- 당시 김대중 대통령은 북한의 무력 도발로 제2연평해전이 발발하여 국군 6명이 전사하였음에도 국가안전보장회의를 4시간 35분만에 여는 것은 늦장 대응이라는 비판이 있다.[28]

- 군통수권자인 대통령 주재로 열린 국가안전보장회의(NSC)는 우발적 충돌로 결론지었고, 같은 내용의 북한 통지문이 오자 그대로 수용했고. 김대중 대통령은 교전 다음날 예정된 금강산 관광선을 출항시켰다는 비판이 있다.[29]
- 이회창 당시 야당 대통령 후보는 의원총회에서 “정부는 서해도발이 우발적이라고 하면서 미국 일본에 냉정한 대응을 요청했다는데 도대체 어느 나라 정부인가”라고 주장했다.[30]

- 황장엽은 탈북자동지회 인터넷 사이트에 글을 올려, “대포 한 발이 아니라 총 한 방을 쏘는 데도 김정일의 재가가 필요한 북한 군부 내에서 김정일의 재가도 받지 않은 채 포 사격을 명령할 사람은 있을 수 없다”, "북한 군부내 강경 세력의 돌출행동이라는 이야기도 나오고 있지만, 이는 북한을 몰라도 한참 모르는 얘기다”라고 주장했다.[31]
- 서울법대 교수 조국은 오연호와 공저한 책《진보집권플랜》에서 연평해전과 관련, "서쪽에서는 해전이 벌어지고, 동쪽에서는 금강산 관광을 떠나는 모순적인 상황을 국민들이 받아들이게 됐다"고 주장했다.[32]

- 제2연평해전 발발 다음날인 30일 김대중 대통령은 월드컵 결승전이 열리는 일본 사이타마로 출국하여 결승전 경기에 참석했다. 김대중 대통령은 고이즈미 준이치로 일본 총리와 정상회담을 갖고 서해교전 사태에 대해 냉정히 대응하는 것이 중요하며 한반도의 긴장이 고조되지 않도록 해야 한다는데 인식을 함께 했으며, "대북 포용정책 기조를 계속 유지해나갈 것"이라고 밝혔다.[33] 한편 유가족과 생존자들은 당시 김대중 대통령의 태도에 분노했다. 고(故) 박동혁 병장의 아버지 박남준 씨는 “부상당한 아들의 면회를 기다리며 TV를 보니 대통령이 일본에서 박수를 치고 있었다”며 “(출국한) 성남 비행장에서 국군수도병원까지 몇 분도 걸리지 않는데…”라고 말했다. 윤영하 소령의 아버지 윤두호 씨는 “서해에서 전투가 벌어진 이후에 대통령이 출국한 것은 지금도 이해가 되지 않는다.”며 “전쟁이 나면 대통령은 밖에 있다가도 들어와야 합니다. 그게 정상적인 국가예요.”라고 김대중 대통령을 비판하였다.[34]
- 교전 이틀 후 국군수도병원에서 해군장으로 거행된 합동영결식이 열렸을 때조차 김대중 대통령은 참석하지 않았으며, 국무총리, 국방부 장관, 합참의장 등 내각과 군의 핵심 인사들마저 참석하지 않았다.[35] 이에 대해 국방부는 "군 장례식은 장례위원장 이하만 참석하는 것이 관례다." , 총리실은 "참석 요청이 없었을뿐만 아니라 의전을 고려해 불참했다."라고 해명했다.[36] 이후 제2연평해전 전사자 추모식에도 김대중 대통령은 참석하지 않았다.[37]

- 잭 프리처드 전 한반도평화회담 미국특사는 저서 ‘실패한 외교’에서 해군 장병 6명이 희생됐는데도 김대중(DJ) 정부는 이를 무시하고 오직 햇볕정책에만 매달렸다고 비판했다. 당시 조지 W 부시 행정부는 서해교전 여파 때문에 7월 10일로 잡혀 있던 대북협상단의 평양 방문을 미루려 했으나 오히려 한국 정부가 예정대로 추진해 줄 것을 요청했다는 것이다. 이를 보다 못한 미국 정부가 오히려 ‘한국이 마치 아무 일도 없었던 것처럼 북한을 상대하도록 놔두지는 않을 것’이라며 우리 정부에 주의(注意)를 줬다고 프리처드는 밝혔다. 그리고 미 정부는 협상단의 방북을 연기했는데, 그때의 한미관계가 이처럼 ‘기괴했다’고 프리처드는 덧붙였다.[출처 필요]

### 보상금 논란
제2연평해전 유족은 사망보상금과 연금, 퇴직수당 등을 합쳐 윤소령 가족의 경우는 사망보상금 5,600만원 포함 1억원 이상, 나머지 전사자와 실종자 가족의 경우는 사망보상금 약 3,100만원 포함 6,000만원 가량을 받은 것으로 알려졌다. 이것을 두고 보수 단체에선 정부와 여성부를 보상금 지급량이 너무 적다는 문제로 비난한 바 있으나, 이당시 정부는 전사자에 대한 법 규정의 문제로 보상할 수 없었다. 2002년 제2 연평해전 당시 군인연금법으로는 순직과 전사가 구분되지 않아 포괄적인 개념의 공무원 사망자로 규정, 전사자로 취급받지 못해서 추가 보상이 불가능했다. 따라서 정부는 우회적인 방안으로 국민성금을 해서 전사한 6명의 장병에게 정부 지원금 포함해서 도합 3억 5,000만원의 보상금이 전달되었다.
문제가 된 군인연금법은 박정희 정부 당시 베트남전 전시 전사자가 많아지면서, 국고의 고갈을 걱정한 정부가 교전 중 사망은 공무 중 사망한 것으로 처리하고 사망보상금은 사망 직전 받았던 월급의 36배로 못박아 국가로 하여금 그 이상 지급할 수 없도록 한 것이다. 추가로 1967년 국가보상법 2조를 제정, 직무수행중 입은 손해에 대해 보상을 받은 경우, 국가가 잘못이 있어도 손해배상을 청구할 수 없도록 하였다.
이에 2002년 7월 국방부는 전사자의 공로에 비해 보상금이 지나치게 적다는 지적에 따라 `공무사망'으로 통합돼 있던데서 `적과의 교전에 의한 전사'를 분리하여 보상을 할 수 있도록 군인연급법 시행령 등 관련법령 개정을 추진할 것이라고 밝혔다. 이후 2004년 1월 국방부는 그 동안 개정을 추진해온 군인연금법 시행령 개정안이 공포되어 이는 국내외 전사자들에게 모두 적용된다고 밝혔다. 하지만 제2연평해전 전사자들에게는 소급 처리가 되지 못하였다. 따라서 제2연평해전 유가족은 전사자 사망 보상금 2억원을 받지 못하고 3,000만~6,000만원 규모의 공무 보상금을 지급받는데 그쳤다.
2010년 5월 국방부는 "제2연평해전 희생자에게 전사자 사망 보상금을 소급 지급하려면 특별법을 제정할 수 밖에 없다" 고 밝혔다. 이후 2010년 이명박 정부 당시 제2연평해전 희생자에게 전사자 예우를 하는 특별법 제정이 발의되었으나 무산되었다. 10월 14일 국방부 예비역정책발전 TF팀은 공문을 보내, 제2연평해전 희생자에 전사자 예우를 해줄 수 없다고 통보하였다. 해당 공문에서 "각종 대침투작전과 국지전, 북한 도발에 따른 아군 전사자 등의 형평성 침해논란이 예상돼 법적 안정성 등을 위해 소급보상이 불가하다"고 밝혔다. 천안함 침몰사건(2010년 3월)의 경우에는 2004년 개정된 군인연금법의 적용을 받아 천안함 용사 유가족들은 사병의 경우 사망보상금으로 일시금 2억 원, 원사는 3억 5,900만 원을 받았다.
문재인 정부가 들어서고 2018년 7월 '제2연평해전 전사자 보상에 관한 특별법'이 제정 및 시행되어 1인당 최소 1억 4,000만원에서 최대 1억 8,000여만원까지 추가로 보상금을 지급받을 수 있게 되었다.

## 사후 처리 및 사회적 여파

### 정부의 조치
국민의 정부
김대중 정부는 2002년 6월 30일 교전 과정에서 전사 또는 실종된 해군장병 5명에게 일계급 특진과 함께 훈장을 추서했다.
2002년 6월 30일 국군수도병원 합동분향소에는 이한동 국무총리를 비롯한 국무위원과 국회의원, 군 장병 등이 방문했다. 이 총리 등 국무위원 일행 21명은 이날 합동분향소를 방문, 헌화 및 묵념하고 고(故) 윤영하 소령에게 충무무공훈장, 고(故) 조천형 중사등 사망 및 실종 병사 4명에게 화랑무공훈장을 각각 추서했다. 이 총리는 이어 병실을 찾아 부상장병 19명과 일일이 악수하며 "훌륭하게 싸웠소. 용감했소"라고 격려의 말을 건넸다.
2002년 7월 2일 일본에서 귀국한 김대중 대통령은 "만약 북한이 또다시 군사력으로 우리에게 피해를 입히려 한다면 그때는 북한도 더 큰 피해를 입게 될 것"이라고 경고를 했다. 이어 국군수도병원을 방문, 서해교전에서 부상당한 장병들을 위로했다. 교전 발생후 한달뒤인 7월 23일 김대중 대통령은 서해교전에서 전사하거나 실종된 장병 5명의 가족 12명을 청와대로 초청하여 위로했다.
참여 정부
노무현 대통령은 사건 1주기를 앞둔 2003년 6월 25일에 유가족들과 국가유공자들을 청와대로 초청하여 위로하는 행사를 가졌고 이어서 2003년 6월 27일 2함대를 방문하여 안보공원에 전시된 참수리357호정을 방문하여 묵념하고 헌화하는 등 추모하고 이후 참수리357호정에서 다리를 잃었지만 복귀한 이희완 중위에게 위로전화, 그 외에도 명절마다 유가족들에게 선물을 보냈다.
이명박 정부
대한민국 국방부는 처음 서해교전(西海交戰)이라고 부르던 것을 이명박 정부 집권 후 곧바로 2008년 4월에 제2연평해전(第二延坪海戰)으로 바꾸었다. 그리고 이와 동시에 제2연평해전 추모식을 정부기념행사로 승격시켰으며, 주관 부서도 해군 2함대 사령부에서 국가보훈처로 옮겼다.
이명박 대통령은 2012년 제2연평해전 10주년 행사에 참석하였으며 군 통수권자가 제2연평해전 관련 행사에 참석하는 것은 2002년 해전 이후 처음이었다.

### 재발 방지 및 대응
대응기동 개정
무려 5단계에 이르던 대응기동 절차는 해군의 손실을 불러왔다. 참수리 357호도 차단기동 중 기습을 당했다. 기존에는 경고방송→시위기동→차단기동→경고사격→격파사격이었다. 여기서 가장 큰 문제는 '차단기동'이었는데 기습공격을 받기 가장 쉬웠다. 이에 국방부는 2002년 7월 차단기동 과정을 삭제했으며, 2004년 시위기동과 경고방송을 동시에 하도록 하여 경고방송·시위기동→경고사격→격파사격의 3단계로 개정했다. 이는 후에 2009년 벌어진 대청해전의 승리의 바탕이 되었다.
초계활동
제2연평해전에서 초계함의 늦은 대응으로 큰 피해를 입은 것을 교훈으로 삼아, 참수리 고속정들이 초계함의 사정거리 안에서 활동하게 하여 대응을 높였다.
개량사업
국방부는 참수리 357호가 조타실에 85mm 포탄에 명중당하여 파손된 것을 보고 방어력을 향상시키도록 했다. 이에 1함대와 2함대 소속 참수리 고속정 45척이 개량되어 방어력이 향상되었으며, 화력 향상을 위해 M60(7.62mm)기관총을 K6(12.7mm) 기관총으로 교체했다. 또한 30년을 써온 참수리 고속정을 대체하기 위해서 개발된 PKX-A를 '윤영하급 고속함'으로 명명했고, 2007년 진수되었다. 참수리 고속정이 가장 강한 화력이 40mm 기관포에 불과해, 적 함을 격침하기 어려웠던 점을 감안하여 윤영하급 고속함에는 76mm 속사포를 장착, 화력을 증강하고 대함미사일인 해성 미사일을 탑재했다

### 기념
전시
해군은 인양된 고속정 357호정이 선체 구조물의 비틀림 현상과 장기간 침수로 재사용이 불가능하다고 결론짓고, 평택 2함대사령부 충무동산에 전시하기로 결정하였다.
영화 제작
2013년 10월에 영화 《NLL-연평해전》 이 개봉될 예정이었다. 김학순 감독이 제작 지휘를 하며 김무열, 진구 등이 출연한다. 특히 제작비 지원을 받지 못한다는 조선일보의 보도가 있었으며 이로 인해 대한민국 해군의 지원과 일반 국민의 모금 활동으로 제작비를 충당하여 제작되고 있다. 출연자와 제작진의 재능 기부로 15억 원만 모이면 3D 전쟁영화로 탄생할 수 있었으나, 1, 2차 크라운드 펀딩, 개인 투자자들의 합류로 2억 5,000여 만원이 모여 제작비가 부족해졌다. 결국 제작비가 부족한 상황에서 2013년 4월 22일부터 촬영을 시작했으나, 자금 부족으로 어려운 상에서 제3차 크라운드 펀딩으로 제작비를 충당했다.
해당 영화는 《연평해전》이라는 제목으로 2015년 6월 24일 개봉하였다.

## 관련 사건 일지
- 1999년 6월 15일 - 제1연평해전 발생
  - 1999년 6월 7일부터 6월 15일까지 북한 경비정이 NLL을 최대 10 km 계속 넘어옴
  - 대한민국 해군은 북한 경비정의 선체를 참수리급 고속정이 부딪혀 막는 일명 "차단 기동"으로 대응함.
  - 15일, 북한 경비정 등산곶 684호가 선제공격하여 제1연평해전 발발. 등산곶 684호는 대한민국 해군 소속 참수리 325호의 반격으로 반파된 채로 달아남.
  - 참수리급 고속정 325호의 정장 안지영 소령(당시 대위) 부상. "연평해전 영웅"으로 불림.
  - 북한 피해 : 최소30명사망, 70명이상부상 , 한척 침몰, 한척 반파 (당일 CNN보도)
  - 북한은 교전에서 생존해 돌아온 등산곶 684호의 갑판장을 새 함장으로 임명함.
- 2000년 6월 15일, 2000년 남북 정상 회담 개최. 6·15 남북 공동선언이 선언됨.
- 2002년 6월 29일 - 제2연평해전 발생.
  - 대한민국 해군의 참수리 357호 침몰, 전사 6명, 부상 19명
  - 당시는 2002년 FIFA 월드컵이 한창 진행 중이었는데, 3,4위전에서 대한민국 축구 대표팀과 터키 축구 대표팀이 대결하고 있었다.
  - 북한은 제1연평해전 당시 생존한 등산곶 684호의 갑판장을 새 함장으로 임명하여 다시 NLL을 불법 남침.
  - 등산곶 684호의 85mm 고사포의 기습공격에 대한민국 해군 참수리급 고속정 357호의 정장 윤영하 대위를 포함 6명이 전사.
  - 대한민국 해군의 반격으로 등산곶 684호의 함장 사망. 영웅 칭호를 받음.
- 2004년 - 대한민국 해군은 연평해전을 계기로 1997년 한미연합사에서 제정된 교전규칙의 소극적 대응에서 적극적 응전 개념으로 수정함.
  - ‘경고방송→시위기동→차단기동(밀어내기 작전)→경고사격→조준격파사격’의 5단계 대응에서 ‘경고방송 및 시위기동→경고사격→조준격파사격’의 3단계 대응으로 개정됨.[60][61]
- 2004년 1월 - 반파된 등산곶 684호 수리 완료. 김영식 영웅호로 개칭
- 2004년 7월 - 등산곶 684호가 다시 NLL을 침범, 대한민국 해군의 경고사격을 받고 이북으로 도주.
- 2009년 11월 - 북한의 경비정이 NLL을 침범, 대한민국 해군의 경고사격에 조준사격으로 대응하여 교전이 일어남. 북측 경비정은 반파되어 다시 북측으로 돌아가고, 남측은 인명피해는 없었음. 대청해전 참고.
- 2010년 11월 - 북한이 연평도 육상을 공격, 대한민국 해병 2명 사망, 민간인 2명 사망. 연평도 포격 참고.

## 같이 보기
- 대한민국 해경 경비정 제863호 침몰 사건 (1974년)
- 대한민국 해군 56함 침몰 사건 (1967년)
- 대한민국 해군 방송선 피랍 사건 (1970년)
- 강릉지역 무장공비 침투사건 (1996년)
- 제1연평해전 (1999년)
- 대청해전 (2009년)
- 천안함 침몰 사건 (2010년)
- 연평도 포격 (2010년)
- 북방한계선 (NLL)
- 참수리급 고속정
- 윤영하급 고속함
- 이중배상금지
- 연평해전 (영화)